# 友實武則
友實 武則（ともざね たけのり、1958年〈昭和33年〉3月6日 - ）は、日本の政治家。元岡山県赤磐市長（3期）。「友實」は「友実」と表記する場合もある。

## 来歴
岡山県赤磐郡山陽町（現・赤磐市）上市出身。山陽町立高陽中学校、岡山県立瀬戸高等学校卒業。1980年（昭和55年）に岡山大学工学部土木工学科を卒業、4月1日に岡山市役所に採用される。2004年（平成16年）3月に岡山大学大学院自然科学研究科を修了。2006年（平成18年）4月1日から岡山市の秘書広報室秘書担当課長、2009年（平成21年）4月1日から都市整備局次長、2011年（平成23年）4月1日から下水道局審議監、2012年（平成24年）4月1日から消防局危機管理監を歴任。同年9月30日に岡山市役所を退職。
2013年（平成25年）3月24日に行われた赤磐市長選挙に立候補し、現職の井上稔朗らを破り初当選した、4月17日より赤磐市長。
2017年の市長選挙で元市議の澤健を破り再選。2021年3月29日の市長選挙で元市長の井上を破り3選。2025年3月23日の市長選挙で元副市長の前田正之に敗れ落選。

## 所属団体・関連団体
- 明治の日を作る首長会[6]